# 쿠르마
쿠르마(산스크리트어: कूर्म)는 힌두교의 유지신 비슈누의 두 번째 아바타라이다. 야주르베다와 같은 베다 문학에서 사프타리쉬라고 불리는 카샤파와 동의어로 언급된 쿠르마는 푸라나와 같은 후기 베다 문학에서 가장 일반적으로 관련되어 있다. 그는 우유 바다를 휘젓는 전설, 즉 사무드라 만타나에서 두드러지게 나타난다. 쿠르마는 지구를 지탱하는 세계 거북 아쿠파라와 동의어일 뿐만 아니라, 비슈누의 열 가지 주요 화신인 다샤바타라의 두 번째로 등재되어 있다.

## 명칭과 어원
산스크리트어 단어 '쿠르마' (데바나가리: कूर्म)는 '자라'와 '거북'을 의미한다. 비슈누의 거북 화신은 바가바타 푸라나와 같은 후기 베다 문학에서 '카차팜'(कच्छप), '카마타'(कमठ), '아쿠파라'(अकूपार), '암부차라-아트마나'(अम्बुचर-आत्मना)로도 불리며, 이들 모두는 '거북' 또는 '거북의 형태'를 의미한다.

### 니룩타
문법학자 야스카가 저술한 니룩타는 올바른 어원학과 베다의 해석을 다루는 여섯 베단가 또는 '베다의 지체' 중 하나이다. 거북에 대한 항목은 다음과 같이 명시한다 (대괄호 '['와 ']'는 원저자의 표기):
우리가 그대의 무한한 선물을 얻게 하소서. 태양은 아쿠파라라고도 불리는데, 즉 무한하다는 뜻이다. 왜냐하면 측량할 수 없기 때문이다. 대양도 아쿠파라라고 불리는데, 즉 무한하다는 뜻이다. 왜냐하면 끝이 없기 때문이다. 거북은 또한 아-쿠파-아라라고 불리는데, 왜냐하면 우물 안에서 움직이지 않기 때문이다 [얕기 때문에]. 카차파(거북)는 입(카참)을 보호하기 때문이거나, 껍질(카체나)로 자신을 보호하기 때문이거나, 입으로 마시기 때문이다. 카차(거북의 입 또는 껍질) = 카-차, 즉 공간(캄)을 덮는(차다야티) 것이다. 카차의 다른 의미인 '강둑'도 같은 (어근에서) 유래했는데, 즉 물(캄)이 그것에 의해 덮이기 때문이다.— The Nighantu and the Nirukta [of Yaska], translated by Lakshman Sarup (1967), Chapter 4, Section 18

### 카샤파
아래에서 설명하듯이, 사마베다와 야주르베다와 같은 베다 문학은 아쿠파라/쿠르마와 현자 카샤파가 동의어임을 명시적으로 밝히고 있다. '거북'을 의미하기도 하는 카샤파는 H.R. 짐머에 의해 언급된 바와 같이, 식물을 포함하여 13명의 아내와 함께 모든 생명체의 조상으로 여겨진다.
이라['액체'를 의미]는 또 다른 고대 창조신이자 생명체의 아버지인 카샤파, 즉 늙은 거북 인간의 왕비로 알려져 있으며, 이로써 그녀는 모든 채소 생명의 어머니이다.— Myths And Symbols In Indian Art And Civilization by Heinrich Robert Zimmer, 1946), Chapter 6

후기 베다 문헌에서 발전된 우유 바다 젓기(사무드라 만타나)의 전설은 쿠르마(젓는 막대의 받침대)와 불가분의 관계를 맺고 있으며, 데바/아디트야(아디티에서 태어남)와 아수라/다나바(다누와 디티에서 태어남)와 같은 카샤파의 다른 아들들을 포함한다. 이들은 나가 중 하나(카두루에서 태어남)를 젓는 밧줄로 사용하여 암리타를 얻는다. 새들의 왕이자 비슈누의 탈것인 가루다는 카샤파의 또 다른 아들(비나타에서 태어남)이며 이 전설에서 자주 언급된다. 다른 전설에서는 가루다가 생산된 암리타를 찾아(그 과정에서 다투는 코끼리와 거북을 먹으며) 자신의 어머니와 자신을 카두루의 노예 상태에서 해방시킨다.

### 요가
쿠르마사나(거북 자세)는 요가 자세이다. '파니카차피카'(산스크리트어 पाणिकच्छपिका)는 '손 거북'을 뜻하며, 숭배 의식에서 쿠르마를 상징하는 특별한 손가락 위치이다. 쿠르마차크라는 숭배를 위한 얀트라, 즉 신비한 다이어그램으로, 거북 모양을 하고 있다. 이 모든 것은 우파니샤드와 푸라나에 언급되어 있다(아래 참조).

## 상징주의

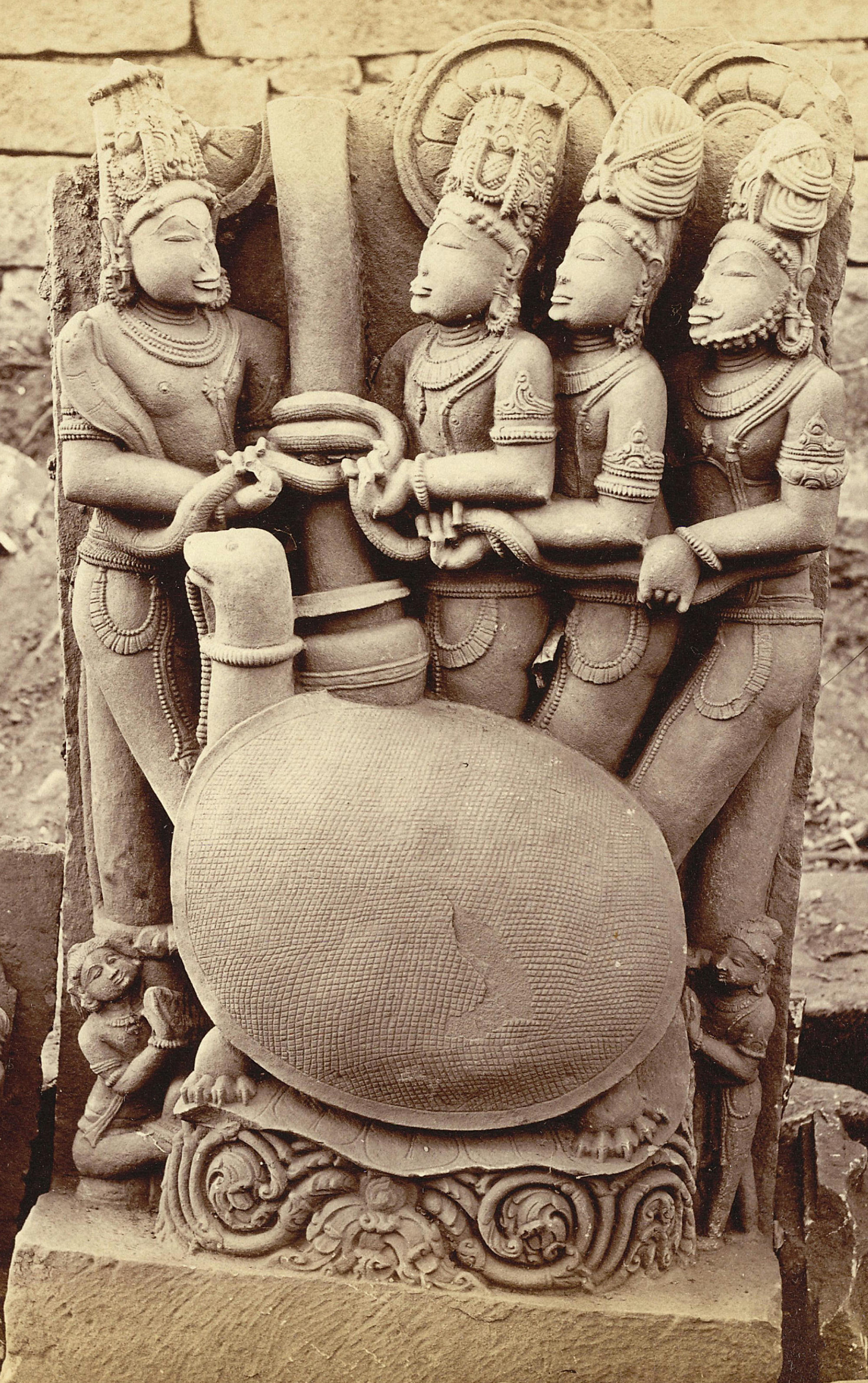
프라야그라지구 가르화에서 온 비슈누의 거북 화신 쿠르마바타라

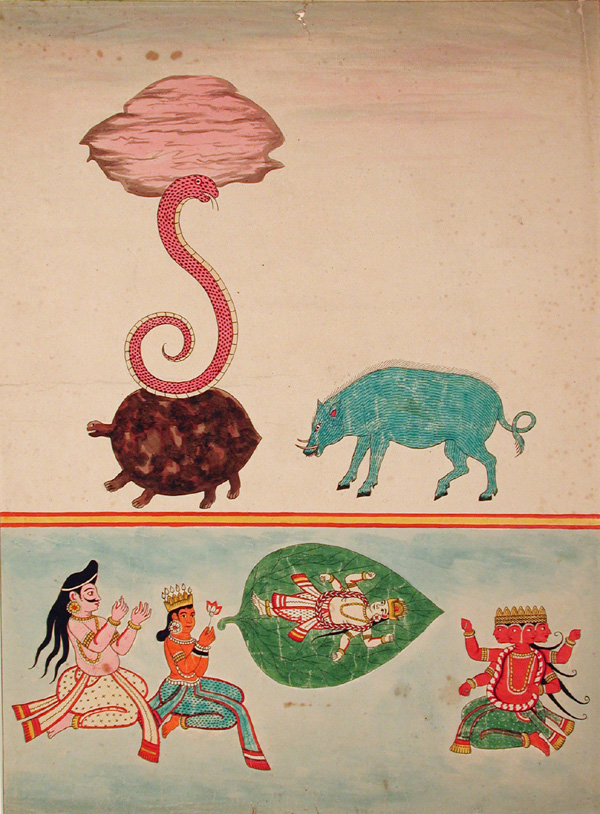
지구를 들고 있는 세사와 쿠르마 (왼쪽), 바라하 (오른쪽), 그리고 비슈누 (아래, 중앙).

다샤바타라는 진화에 비유된다. 쿠르마(양서류)는 마츠야, 즉 물고기 다음 단계로 간주된다.
견고함 / 안정성: W. 칼란드는 판차빔사 브라마나와 자이미니야 브라마나의 '아쿠파라 카샤파'와 관련하여 거북은 '확고한 자세...이며 카샤파(거북)는 (그들을) [물질적 존재의] 바다를 건너게 할 수 있다'고 언급한다. P.N. 신하는 이 견해를 지지하며 '쿠르마는 우유 바다 젓기를 통해 우주의 영적 재생을 위한 길을 마련했으므로 위대한 아바타라였다'라고 덧붙인다.
야즈나-푸루샤 신: N. 아이양가르는 거북이 '불 제단의 바로 기초로 사용되었으므로, 제단과 신성한 불과 함께 숨겨진 보이지 않는 거북은 불 제단에서 하늘과 모든 곳으로 뻗어 나가는 보이지 않는 영적 신인 야즈나-푸루샤 신을 상징하는 것으로 여겨졌던 것 같다... 이것이 거북이 태양과 동일시되는 이유인 것 같다'고 말한다.
명상 / 마음 휘젓기: 아이양가르는 또한 사무드라 만타나 전설이 명상을 통해 마음을 휘저어 해탈(목샤)을 얻는 것을 상징한다고 추측한다. 타이티르야 아란야카에 나오는 바타라사나('바람으로 둘러싸인') 무니(일명 우르드바만틴, 즉 '위로 휘젓는 자들')의 언급과 슈베타슈바타라 우파니샤드에 제공된 설명을 바탕으로, 아이양가르는 이것이 '푸라나 전설의 수수께끼인 감로 젓기의 핵심이 되는 숨겨진 축인 것 같다'고 믿는다. R. 자로우는 이에 동의하는 듯하며, 우유 바다 젓기가 '이원론적 마음의 젓기'를 나타낸다고 말한다.
금욕 보속: H.H. 윌슨은 하리밤사에 나오는 '[사무드라 만타나]에 대한 설명...은 주석가가 알레고리로 설명하는데, 바다를 휘젓는 것은 금욕적인 보속을 상징하며, 암브로시아는 최종적인 해탈이다'('견고함'과 '확고함'의 개념과 연결됨)라고 말하지만, 개인적으로는 이 해석을 '단순한 신비화'로 일축한다 (주석 1, 146쪽).
천문학: B.G. 시다르트는 사무드라 만타나의 전설이 천문 현상을 상징한다고 말한다. 예를 들어, '만다라는 지구의 극지방을 나타내고 [그리고] 젓는 밧줄 바수키는 지구의 느린 연간 운동을 상징한다... 비슈누 또는 태양 자체는 꼬인 뱀 위에 놓여 있는데... 이는 태양 자체의 축을 중심으로 한 자전을 나타낸다.' 지구를 지탱하는 거북에 대해 시다르트는 '열두 기둥...은 분명히 일 년의 열두 달을 의미하며... 지구가 놓여 있는 네 마리의 코끼리는 네 방향의 수호자인 디카린이다.. [쿠르마]는 지구가 태양 주위를 도는 연간 궤도에서 우주에 지지된다는 사실을 상징한다.'라고 덧붙인다.

## 베다
A.A. 맥도넬, A.B. 키스, J. 로이, J. 도슨, W.J. 윌킨스 모두 쿠르마의 기원이 베다, 특히 야주르베다와 관련된 샤타파타 브라마나에 있으며, 여기서 이름은 또한 삽타리쉬(일곱 현자) 중 한 명인 카샤파와 동의어라고 말한다.
샤타파타 브라마나는 거북, 즉 쿠르마를 언급하는 현존하는 가장 초기 문헌이다. 샤타파타 브라마나는 거북인 쿠르마를 모든 생명체의 창조자와 동일시한다. 프라자파티 신은 모든 생명체(프라자)를 창조하기 위해 쿠르마의 형태를 취한다. 그가 모든 것을 "만들었기"(kar) 때문에 프라자파티의 형태는 쿠르마라고 불렸다. 쿠르마는 카샤파(문자적으로 "거북")와 동일시되며, 따라서 모든 생명체는 "카샤파의 자녀"라고 불린다. 쿠르마는 또한 수리야(태양)라고도 불린다.
샤타파타 브라마나에는 물고기 마츠야의 기원도 담겨 있다. 쿠르마처럼 마츠야도 나중에 푸라나에서 비슈누의 아바타라와 관련된다.
타이티리야 삼히타는 희생 제단(웃타르-베디) 바닥에 살아있는 거북을 묻는 의식을 제안한다. 이 행위로 희생자는 천국에 도달하는 공덕을 얻는다. 아이양가르는 거북이 야즈나-푸루샤, 즉 희생의 모든 것을 지배하는 신을 상징한다고 제안한다. 타이티리야 삼히타의 또 다른 구절에서는 프라자파티가 신들을 위한 희생을 지정하고 자신 안에 공물을 놓는데, "희생 케이크"(푸로다사)가 거북이 된다고 한다.
타이티리야 아란야카는 아루나케투카야나라는 의식에서 거북이 제단 아래에 묻히는 유사한 관행을 묘사한다. 여기서 프라자파티 또는 그의 "즙"(라사)인 거북은 아루나케투("붉은 광선을 가진 자")라고 불린다. 프라자파티는 고행(타파스)을 행한다. 그의 라사에서 물 속을 헤엄치는 거북이 솟아난다. 프라자파티는 거북에게 자신의 창조물이라고 선언한다. 이에 거북은 자신이 "이전부터" 존재했으며 푸루샤 - 원시 존재로 현현하여 태양, 아그니(불), 인드라, 바유(바람) 등 다양한 신들과 다양한 존재들을 창조한다고 말한다. 거북은 다시 우주의 신성한 창조자로 다루어진다.
R.T.H. 그리피스는 아하바니야 불-제단 건설 시 거북을 묻었다고 말한다. 이 맥락에서 백색 야주르베다의 바자사네이 삼히타는 거북을 "물의 주인"이라고 묘사한다. 거북의 선택은 거북이 세상을 지탱한다는 믿음에서 비롯되었을 수 있다.
쿠르마는 가장 오래된 힌두 경전인 리그베다에는 없지만, (쿠르마와 동일시되는) 현자 카샤파는 이 경전의 찬송가에 나타난다. 아타르바베다는 프라자파티와 함께 언급되거나 동일시되는 카샤파를 스와얌부("자현자")로 간주한다. 나중에 서사시와 푸라나 같은 힌두 경전에서 카샤파는 인류의 조상인 마누의 할아버지로 묘사된다. 삽타리쉬(일곱 위대한 현자) 중 한 명으로 묘사될 뿐만 아니라, 그는 프라자파티("창조의 대리인") 중 한 명으로 묘사되며, 다크샤의 13명의 딸과 결혼하여 신, 악마, 동물, 새 및 다양한 생명체를 낳는다. 다양한 후기 베다 문헌에서 생명체의 조상으로 언급되는 현자 카샤파, 거북은 리그베다의 다른 동물 기반 부족 이름과 함께 토템 사상을 시사한다고 A.A. 맥도넬은 추론하지만, E.W. 홉킨스는 이에 동의하지 않는다.
리그베다에서는 또한 바유가 현자들(무니)을 위해 휘젓고 루드라가 비샤(물 또는 독) 잔으로 마신다는 찬송가를 언급한다. 존 뮤어는 리그베다에서 비샤가 루드라가 물을 마시는 것을 의미하지만, 푸라나에서 시바(베다 루드라와 밀접하게 관련됨)가 사무드라 만타나(대양 젓기) 에피소드에서 독을 마시는 전설로 이어졌을 수 있다고 제안한다.

### 사마베다
| 사마 | 참고 문헌           | 참고 문헌 | 참고 |
| ---- | ------------------- | --------- | --- |
| 사마 | 판차빔사 브라마나   | 15.5.30   | 이 구절은 쿠르마('거북')와 동의어인 카샤파에 관한 것이다.                                                                        |
| 사마 | 자이미니야 브라마나 | 3.210     | W. 칼란드의 판차비마 브라마나 번역에 명시된 바와 같다. 이 구절이 포함된 칼란드의 자이미니야 브라마나 독일어 번역본을 볼 수 있다. |

29. 아쿠파라(사만)가 있다. ('아쿠파라의 찬트').
30. 이 (사만)을 통해 아쿠파라 카샤파는 힘과 위대함을 얻었다. 아쿠파라(사만)를 찬양하는 데 능숙한 자는 힘과 위대함을 얻는다.— Pancavimsa Brahmana (translated by W. Caland, 1931), Prapathaka XV (15), Khanda 5, Verses 29-30

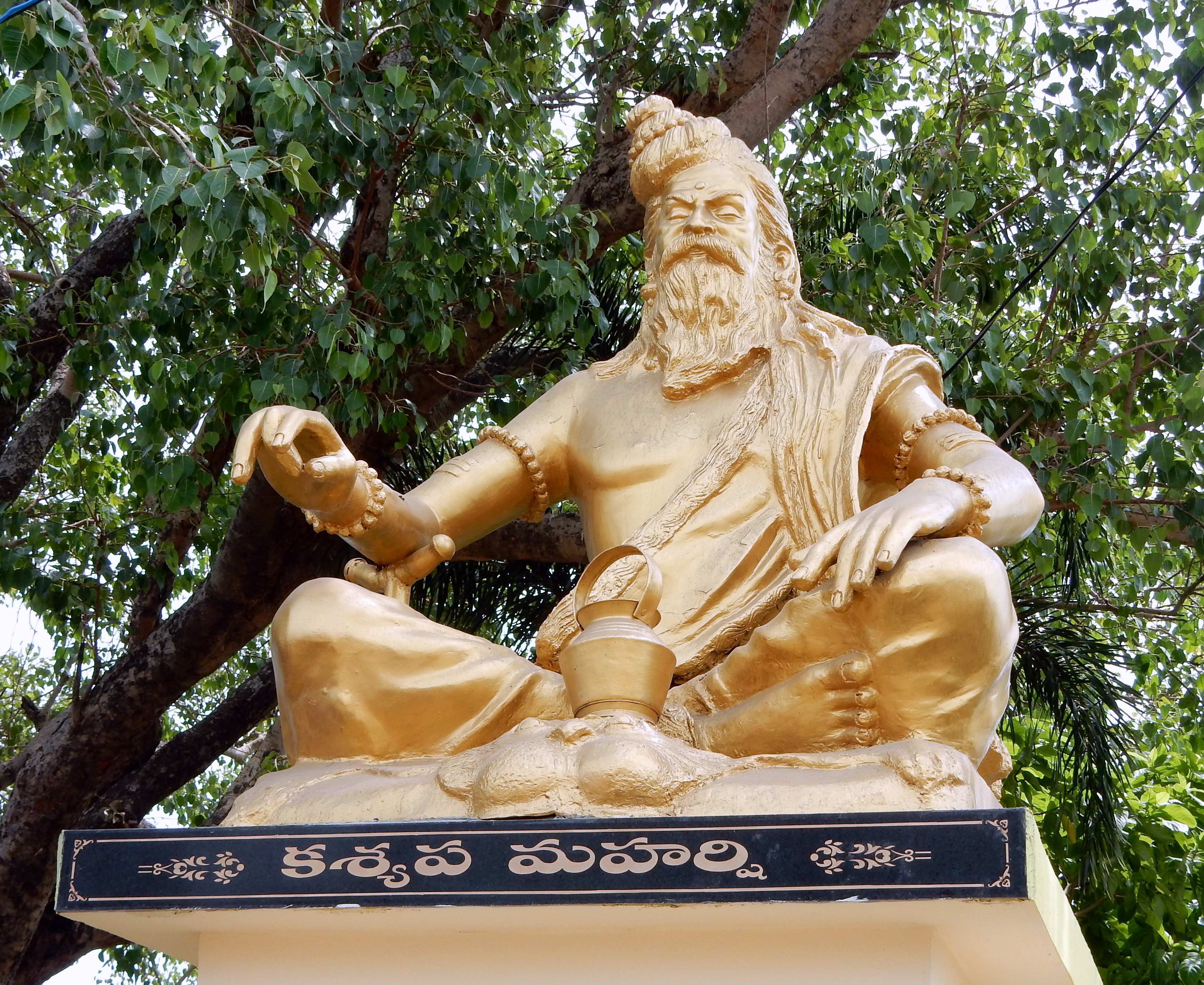
여섯 번째(현존하는) 마누 시대의 삽타리쉬(일곱 리쉬) 중 한 명인 카샤파 무니.

베다, 이티하사(서사시) 및 푸라나에 모든 생명체의 조상으로 언급된 현자 카샤파는 마하바라타에서 '세계 거북'의 이름인 아쿠파라와 동의어로도 언급된다. 칼란드는 30절의 각주에서 자이미니야 브라마나를 인용하여 이 이름의 중요성을 설명한다.
아쿠파라 카샤파는 칼리스와 함께 바다로 내려갔다. 그는 확고한 입지를 찾았다. 그는 이 아트만을 보고 찬양했다. 그 후 그는 바다, 즉 이 지구에서 확고한 입지를 찾았다. 그 때부터 칼리스는 그의 등에 앉았다. 이 사만은 확고한 입지와 (동등하다). 이렇게 아는 자는 확고한 입지를 얻는다. 찬도마(일)는 바다와 같고... 카샤파(거북)는 (그들을) 바다 건너로 옮길 수 있다. 여기에 이 아쿠파라가 있다는 것은 바다를 건너기 위한 것이다.— Pancavimsa Brahmana (translated by W. Caland, 1931), Note 1 (extract from Jaiminiya Brahmana, 210), pp. 407

자이미니야 브라마나는 아쿠파라, 카샤파, 그리고 거북을 물질적 존재의 바다를 건너기 위한 '확고한 발판'을 제공하는 것과 명시적으로 연결시킨다. 아래에서 설명하듯이, 야주르베다에서 카샤파는 또한 프라자파티(즉, 창조신 브라흐마) 및 쿠르마와 동의어로 언급된다. 푸라나에서 카샤파는 종종 '프라자파티'로도 불린다.

## 서사시
스와미 아추타난다(Swami Achuthananda)는 다른 전설과 마찬가지로 비슈누의 역할이 쿠르마로서 "제한적"이며, 다른 아바타라에 비해 그렇다고 말한다.
서사시들은 널리 알려진 사무드라 만타나 서사의 가장 초창기 버전을 제시한다. 서사시 마하바라타의 아디 파르바 편에서, 나라야나 신(비슈누와 동일시됨)은 신들(데바)과 악마들(아수라)에게 불멸을 얻기 위해 바다를 휘젓자고 제안한다. 신들은 만다라 산을 젓는 막대로, 바수키-아난타 뱀을 밧줄로 선택한다. 그리고 그들은 거북의 왕 쿠르마라자에게 산을 등에 받쳐달라고 부탁하고, 쿠르마라자는 이에 동의한다. 신들은 뱀의 꼬리 쪽에서 휘젓고, 아수라들은 머리 쪽에서 휘젓는다. 다양한 나무와 약초가 바다에 던져진다. 휘저은 물은 우유가 된다. 궁극적으로 소마(달), 스리 여신(락슈미), 수라(술), 흰 말 우차이슈라바스, 흰 코끼리 아이라바타, 보석 카우스투바, 그리고 마지막으로 암리타 용기를 든 단반타리 신이 바다에서 나온다. 칼라쿠타 독이 바다에서 솟아오르고 시바가 마시며, 그의 목은 푸른색이 되어 닐라-칸타(푸른 목을 가진 자)라는 별명을 얻는다. 데바와 아수라는 암리타를 위해 싸운다. 나라야나는 매혹적인 여인(나중에 경전에서 모히니라고 불림)이 되어 아수라들로부터 암리타 항아리를 빼앗는다. 나라야나는 나라와 함께 아수라들과 싸우고, 매혹적인 여인은 신들에게만 암리타를 분배한다. 아수라 라후는 신으로 변장하여 암리타를 마시려 한다. 수리야(태양신)와 찬드라(달신)는 비슈누에게 재빨리 알리고, 그는 차크라(신성한 원반)를 사용하여 라후의 목을 자르고, 머리만 불멸로 남겨둔다. 결국 신들은 인드라가 암리타를 보관하고 나라를 그 수호자로 임명하며 아수라들을 물리친다.
이 서사에서 쿠르마는 비슈누와 관련이 없다. 서사시의 비평판에는 쿠르마를 비슈누의 아바타라로 언급하지 않지만, 서사시의 후대 필사본에는 쿠르마를 비슈누의 프라두르바바(현현)와 연관시키는 삽입 부분이 있다.
라마야나는 사무드라 만타나 에피소드를 간략하게 언급하지만, 쿠르마는 언급하지 않는다. 이 서사시는 휘저어진 바다가 우유 바다인 크시라사가라임을 언급한다. 일반적으로 삽입된 것으로 여겨지며 비판판의 일부가 아닌 구절은 쿠르마와 시바가 독을 마시는 것을 언급한다. 휘젓는 동안 만다라 산은 파탈라(저승)로 가라앉는다. 신들의 간청에 따라 비슈누는 거북의 형상을 취하고 산을 등에 올린다. 비슈누는 또한 산의 꼭대기를 한 형태로 잡고 다른 형태로 신들과 함께 바다를 휘젓는 것을 돕는다. 아디야트마 라마야나와 같은 라마야나의 후기 버전은 쿠르마를 라마야나의 남자 주인공이자 비슈누의 아바타라로 여겨지는 라마와 연관시킨다.

## 푸라나
J.W. 윌킨스는 쿠르마의 '개연성 있는' 기원은 샤타파타 브라마나(7:5:1:5-7)에 나오는 프라자파티(즉, 브라흐마)의 화신으로서이지만, '브라흐마 숭배가 인기가 없어지고 비슈누 숭배가 매력을 더하면서 한 신의 이름, 속성, 업적이 다른 신에게 옮겨진 것 같다'고 말한다.
쿠르마와 비슈누의 멧돼지 아바타라 바라하는 모두 창조신 프라자파티와 관련이 있었다. 헤르만 야코비는 프라자파티가 이들 동물 형태로 숭배되었을 수 있다고 제안한다. 비슈누가 최고신의 지위를 얻으면서 프라자파티의 행동은 비슈누에게 전이되었다.
후기 베다 문학, 특히 푸라나에서 쿠르마는 우유 바다를 휘젓는 전설인 사무드라 만타나와 불가분의 관계를 맺고 있다. 쿠르마는 또한 일반적으로 세사와 함께 지구를 지탱하는 소위 '세계 거북'인 아쿠파라와 직접적으로 연결되어 있다.
가라앉는 만다라 산을 지탱하기 위해 쿠르마로 나타난 비슈누의 이야기는 사무드라 만타나에 헌정된 아그니 푸라나의 한 장에 서술되어 있다. 서사는 현자 두르바사의 신들(데바)에 대한 저주로 시작되며, 데바들은 아수라와의 전투에서 패배하고 비슈누에게 피난처를 구한다. 아수라와 데바는 만다라 산을 휘젓는 막대로, 바수키를 밧줄로 사용하여 우유 바다를 휘젓기 위해 연합한다. 쿠르마는 산을 지탱하기 위해 나타난다. 바다에서 할라할라 독이 나타나고, 시바가 세상을 구하기 위해 마신다. 그 후, 아수라들이 항아리를 훔치자 비슈누는 매혹적인 모히니의 형상을 취하고 아수라들로부터 그것을 빼앗아 신들에게 분배한다. 라후는 데바의 형상을 취하고 암리타를 마시며 비슈누에게 참수당한다.
비슈누 푸라나에도 유사한 서사가 제시되어 있는데, 비슈누는 여러 형태로 젓는 데 참여한다. 쿠르마는 산의 밑바닥 역할을 하고, 한 형태로 만다라 위에 앉으며, 다른 형태로는 신들과 악마가 뱀 모양의 밧줄을 당기는 것을 돕는다. 브라흐만다 푸라나는 비슈누가 브라흐마의 형태로 산을 지탱하고, 나라야나로서 신들에게 활력을 불어넣었다고 말한다. 바유 푸라나, 파드마 푸라나도 유사한 서사를 가지고 있으며, 바가바타 푸라나도 이 이야기를 서술한다.
바가바타 푸라나에는 만다라가 물에 빠지는 것을 구하기 위해 거북의 형상을 취한 바이라자(Vairaja)와 삼부티(Sambhuti)의 아들 아지타(Ajita)로서의 비슈누의 형태가 묘사되어 있다. 그는 또한 최초의 거북이라고 불린다. 다른 구절에서는 바다의 조수가 쿠르마의 호흡으로 인해 발생하며, 만다라가 그의 등을 긁어 쿠르마가 졸음에 빠졌기 때문이라고 언급한다.
사무드라 만타나(Samudra Manthana)는 쿠르마 푸라나, 링가 푸라나, 브라흐마 바이바르타 푸라나, 시바 푸라나에서 간략하게 언급된다.
이러한 서사들의 변형은 바다 휘젓기에서 나타나는 신성한 물품의 수와 순서를 바꾼다. 그 수는 9개에서 일반적으로 14개까지 다양하다. 일반적인 목록에는 독 할라할라(칼라쿠타), 술의 여신 바루니(수라), 신성한 말 우차이슈라바스, 보석 카우스투바, 락슈미 여신(스리), 압사라, 풍요의 소 수라비, 흰 코끼리 아이라바타, 그리고 암리타 항아리를 든 단반트리(때로는 두 개의 물품으로 세분화됨)가 포함된다. 다른 물품에는 바루나의 우산, 인드라가 그의 어머니 아디티를 위해 가져간 귀걸이, 비슈누의 활 샤랑가, 비슈누의 소라껍데기 나팔(샹카), 나태의 여신 니드라, 알락슈미 또는 제슈타(불운의 여신), 그리고 홀리바질 식물이 포함된다.
마츠야 푸라나에서 비슈누는 자신의 형상인 세계 거북 쿠르마가 등에 모든 세계를 지탱하고 있으니, 신들이 사무드라 만타나에서 그를 돕도록 요청해야 한다고 말한다. 쿠르마는 만다라 산의 받침대로서 파탈라에 놓인다. 시바 푸라나는 비슈누를 지구를 지탱하는 세계 거북으로서 명시적으로 찬양한다. 브라흐마 바이바르타 푸라나는 우주를 머리로 지탱하는 뱀 세샤가 바람이나 물 속에 있는 쿠르마 위에 앉아 있다고 말한다.
비슈누 푸라나의 비슈누의 멧돼지 아바타라 바라하 이야기는 마츠야와 쿠르마 아바타라를 언급하며, 브라흐마(비슈누에게 전이된 칭호인 나라야나와 동일시됨)가 이전 칼파에서 이러한 형태를 취했다고 말한다.
브라흐만다 푸라나에 나오는 악마 반다수라와 여신 랄리타의 전투 이야기에서 랄리타는 악마가 사용한 무기로 인해 바다에 빠져 죽어가던 여신 군대를 보호하기 위해 쿠르마를 창조한다.
아그니 푸라나에는 쿠르마의 살라그라마 돌이 둥근 선과 솟아오른 뒷부분을 가진 검은색으로 묘사되어 있다.
쿠르마는 여러 경전에서 비슈누 숭배에 소환된다. 브라흐마 푸라나는 쿠르마를 "지구를 들어올리고 산을 떠받친" "위대한 거북"으로서 찬양한다. 링가 푸라나, 가루다 푸라나, 시바 푸라나도 비슷하게 비슈누를 만다라 산을 떠받친 자 또는 거북으로서 바다를 휘젓는 동안 만다라를 지탱한 자로 찬양한다.
아그니 푸라나, 마르켄데야 푸라나, 비슈누 푸라나 및 브라흐마 푸라나는 비슈누가 바라타(인도 아대륙)에 쿠르마의 형태로 거주한다고 말한다. 마르켄데야 푸라나는 거북의 입, 네 발, 꼬리, 중앙, 배의 양쪽 등 아홉 부분에 해당하는 지역과 별자리, 황도대 별들을 자세히 묘사한다. 바가바타 푸라나는 비슈누가 히말라야 대륙(히란마야-바르사)에 쿠르마로 머문다고 말한다.
쿠르마 푸라나는 비슈누의 아바타라의 이름을 딴 네 개의 푸라나 중 하나이다. 이 푸라나는 쿠르마가 인드라디움나 왕에게, 그리고 나중에는 사무드라 만타나 때 현자들과 신들에게 서술한다. 사무드라 만타나에 대한 자세한 이야기는 푸라나에 없으며, 쿠르마가 만다라 산을 지탱한 존재로 언급된다. 쿠르마 푸라나는 쿠르마가 서술했다고 하며, 아그니 푸라나에서는 황금 거북상과 함께 선물로 주도록 규정되어 있다.
아그니 푸라나는 쿠르마를 거북이의 동물형태로 묘사하도록 규정한다.
링가 푸라나와 시바 푸라나에 나오는 시바의 현현 비라바드라와 비슈누의 아바타라 나라심하의 전투 이야기에서 비라바드라는 나라심하-비슈누를 비웃으며 쿠르마의 해골이 시바의 목걸이를 장식한다고 말한다.
비슈누 푸라나와 마르켄데야 푸라나에 나오는 바라하 이야기에서, 브라흐마는 나라야나와 동일시되는데, 이전 칼파에서 취했던 물고기(마츠야)와 거북(쿠르마)의 형태와 유사하게 멧돼지 바라하의 형태를 취하기로 결정한다.
링가 푸라나, 바라하 푸라나, 시바 푸라나는 다샤바타라 목록에서 쿠르마를 두 번째로 언급한다.
바라하 푸라나는 파우샤(Pausha) 월의 밝은 절반에서 열두 번째 음력일에 최고조에 달하는 3일간의 음력 축제에서 단식과 쿠르마-비슈누 숭배를 포함하는 브라타(서원)를 권장한다. 브라타의 첫째 날은 비슈누가 사무드라 만타나에서 쿠르마 형태를 취한 날이라고 한다.
바가바타 푸라나는 쿠르마를 비슈누의 22가지 아바타라 목록에서 11번째 아바타라로 등재한다. 가루다 푸라나는 그를 20가지 아바타라 중 11번째로 등재하고, 다른 곳에서는 다샤바타라 중 두 번째로 언급된다.
가루다 푸라나의 비슈누 사하스라나마 버전에는 쿠르마가 비슈누의 별칭으로 언급되어 있다. 가루다 푸라나는 비슈누에게 바치는 찬송가에서 쿠르마를 언급한다. 그는 남서 방향과 관련이 있다.

### 나라다 푸라나
| 나라다 | 참고 문헌 | 참고                                       |
| ------ | --- | ------------------------------------------ |
| 나라다 | 1부: 2.37, 10.3-4; 2부: 44.26b-28a, 50.89-91, 54.11, 56.739b-745, 59.36, 62.53; 3부: 82.6-7, 89; 4부: 119.14-19, 웃타라 바가: 8.7-11; 5부: 웃타라 바가: 52.29b-35, 68.4 | 나라다 푸라나는 숭배와 의식에 중점을 둔다. |

이 만다라 산은 이전에 하리([신성한] 거북의 형태로)에 의해 들어 올려져 데바와 다나바에 의해 (우유 바다를) 휘젓는 데 사용되었다. 육십만 요자나에 이르는 신두(바다)는 이 산이 만든 깊은 구덩이이다. 이 위대한 산은 신성한 거북의 육체와 마찰해도 부서지지 않았다. 오, 위대한 왕이시여, 바다에 떨어졌을 때 산은 바다의 숨겨진 모든 부분을 드러냈다. 오, 브라흐만들이시여, 이 산에서 물이 솟아올라 브라흐만다(우주 알)의 길을 통해 올라갔다. (신성한) 거북의 뼈 껍질과 접촉하면서 마찰로 인해 이 산에서 엄청난 불이 발생했다... 이 산은 원반을 든 주님의 팔찌를 만 년 동안 갈고 문질렀다.—  Narada Purana (unknown translator), Part 4, Uttara Bhaga, Chapter 8, Verses 7-8 and 11

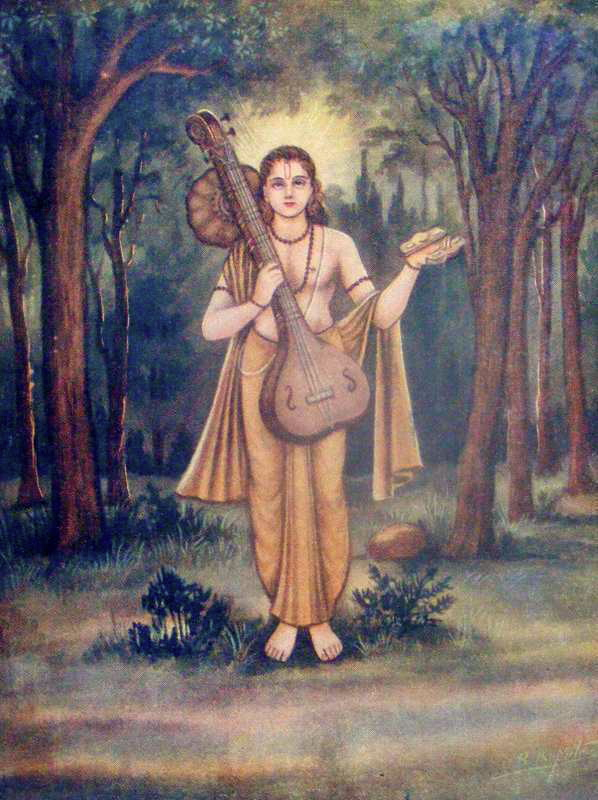
나라다와 그의 비나.

나라디야 푸라나에서는 위에서 인용된 바와 같이 브라흐마가 모히니에게 사무드라 만타나에 대한 간략한 요약을 제공한다 (4부: 8.7-11). 이 전설에 대한 두 가지 주목할 만한 다른 언급이 있다. 첫 번째는 사우나카가 한 말인데, 그는 '감로를 얻기 위해 바다를 휘젓는 동안 장애물이 있었을 때, 그[쿠르마]는 신들의 복지를 위해 만다라 산을 등에 짊어졌다. 나는 그 거북에게 피난처를 구한다' (1부: 2.37)라고 말했다. 두 번째는 '우유 바다를 휘젓는 동안 카모다가 네 명의 처녀 보석 중에서 태어났다' (5부: 웃타라 바가: 68.4)라고 언급된다. 다른 세부 사항은 다음과 같다.
- 팔다리를 안으로 들이는 거북에 대한 여러 알레고리가 주어진다. 여기에는 생명체의 창조 및 철수(2부: 44.26b-28a)와 감각 기관 철수(2부: 50.89-91, 59.36)가 포함된다.
- 지구의 분할—쿠르마-비바가는 조티사, 즉 베다의 보조 텍스트와 관련되어 있다(2부: 54.11 및 56.739b-745).
- 쿠르마는 비슈누의 열 가지 주요 아바타라(다샤바타라) 중 하나이다(4부: 119.14-19).

### 파드마 푸라나
| 파드마 | 참고 문헌 | 참고                                   |
| ------ | --- | -------------------------------------- |
| 파드마 | 1부: 3.25b-29, 4, 5.81-87, 13.146b, 13.180, 13.186, 14.22-27; 2부: 41.38-44a, 47.77-78, 47.85, b-8649.120-122a, 53.3, 75.90; 5부: 8–10; 6부: 78.28-43; 7부: 5.12-20, 30.11-15, 66.44-54, 71.23-29b, 71.169-188, 71.244-264, 78.16-29; 8부: 97.6b-8, 120.51b-73; 9부: 228.19-24, 229.40-44, 230.3-11, 231–232, 237.15-19; 10부: 6.175-190, 11.80-89, 11.92b-101, 17.103-117 | 3부나 4부에는 주목할 만한 언급이 없다. |

비슈누 자신은 바다에 거북이의 형태로 남아 특이한 광채로 신들을 양육했다... 바루니 여신은 (현현했는데), 그녀의 눈은 취기로 인해 굴러다니고 있었다... [그녀는 말했다:] "나는 힘을 주는 여신이다. 악마들이 나를 데려갈 수도 있다." 바루니를 불결하게 여긴 신들은 그녀를 놓아주었다. 그러자 악마들이 그녀를 데려갔다. 그녀는 (그들에게) 데려간 후 술이 되었다... 그러자 치명적인 독이 (올라왔다). 그것으로 모든 신과 악마들은 (다른) 신들과 함께 고통받았다. 마하데바는 뜻대로 그 독을 마셨다. 그것을 마신 결과 마하데바의 목은 짙은 푸른색으로 변했다. 나가들은 흰 [유백색] 바다에서 올라온 남은 독을 마셨다.— Padma Purana (translated by N.A. Deshpande, 1988), Part 1, Chapter 4, Verses 41-56

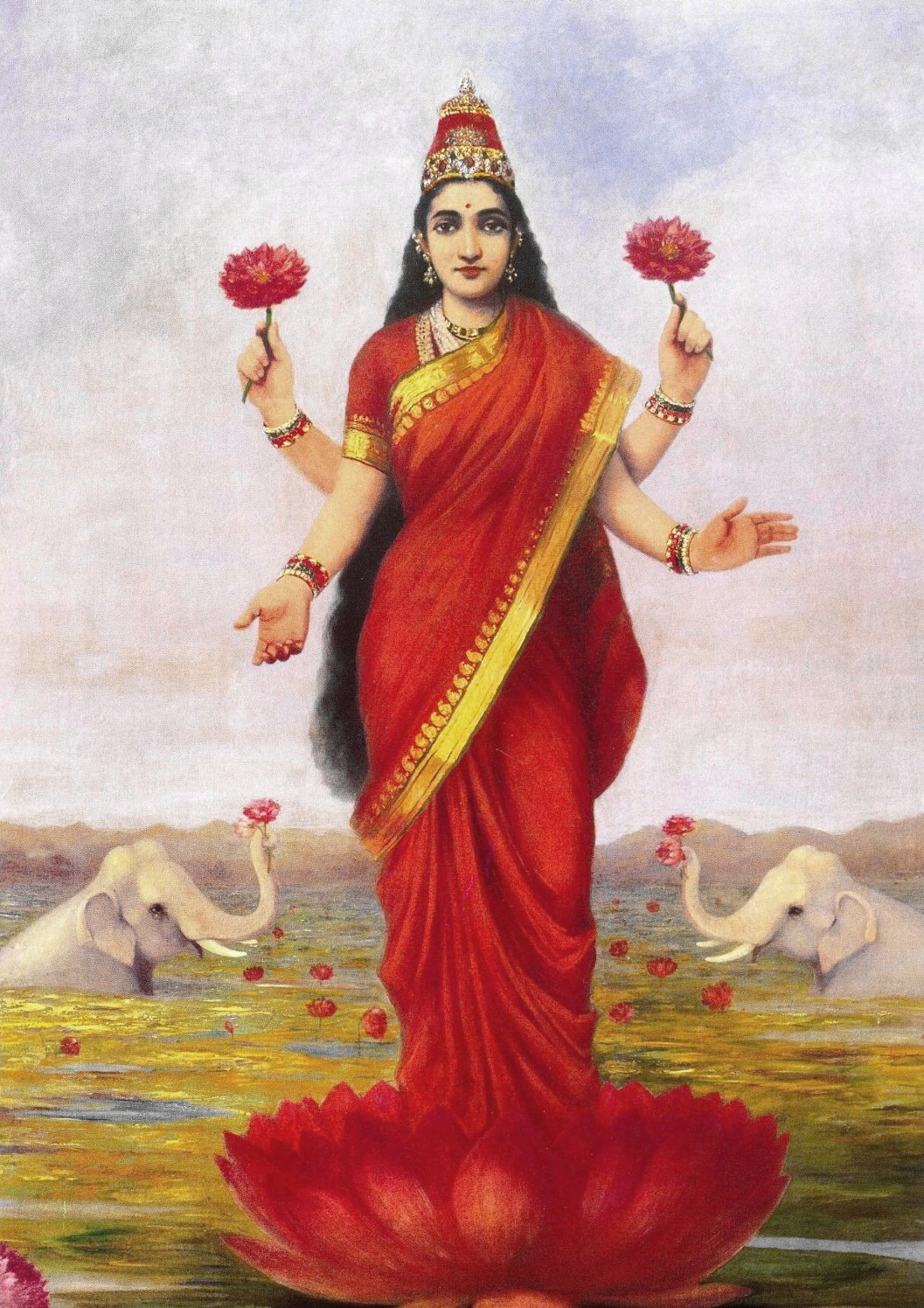
비슈누의 배우자이자 '스리'라고도 불리는 락슈미 여신.

파드마 푸라나에서는 사무드라 만타나에 대한 세 가지 설명이 제시되는데, 모두 인드라가 오만함으로 인해 두르바사의 저주를 받는 것으로 시작된다. 풀라스티아가 서술한 첫 번째 설명에서, 저주로 인해 '인드라를 포함한 세 세계는 풍요로움을 잃었고... 다이티야(디티의 아들들)와 다나바(다누의 아들들)는 [신들]에 대항하여 군사 작전을 시작했고, 신들은 비슈누에게 피난처를 구하게 되었다.' 바수키는 바다를 휘젓는 밧줄로 사용된다. 특히, 휘젓는 동안 바루니(술의 여신)는 출현하자마자 신들에게 거부당하고 아수라들에게 받아들여지는데, 이는 브라흐만다 푸라나에 나오는 설명('아수라'의 의미를 설명하기 위한)과는 반대이다. 이름 없는 독도 나타나는데, 이는 시바가 마시고, 그 후에 불멸의 감로를 든 단반타리와 락슈미를 포함한 많은 길조의 물품들이 나타난다. 아수라들이 감로를 가져가자 비슈누는 모히니의 형상을 취하여 그들을 속이고 신들에게 감로를 준다. 아수라들은 파괴되고, 그때부터 다나바들은 '여인의 (동반자를) 열망하게 되었다' (1부: 4).
오 신들이시여, 그저 한 번의 시선만으로 세상이 영광을 얻는 인디라(즉 락슈미)는 브라만(즉 두르바사)의 저주로 인해 사라졌습니다. 그때, 오 신들이시여, 여러분 모두 악마들과 함께 황금산 만다라를 뿌리 뽑고, 뱀들의 왕이 그 주위를 돌게 하여 휘젓는 막대로 삼아 우유 바다를 휘저으십시오. 오 신들이시여, 그곳에서 세상의 어머니 락슈미가 솟아날 것입니다. 오 영광스러운 자들이시여, 그녀로 인해 여러분이 기뻐할 것이라는 점은 의심할 여지가 없습니다. 나 자신은 거북이의 형태로 (만다라) 산을 완전히 (등에) 지탱할 것입니다.— Padma Purana (translated by N.A. Deshpande, 1988), Part 5, Chapter 8, Verses 19b-23

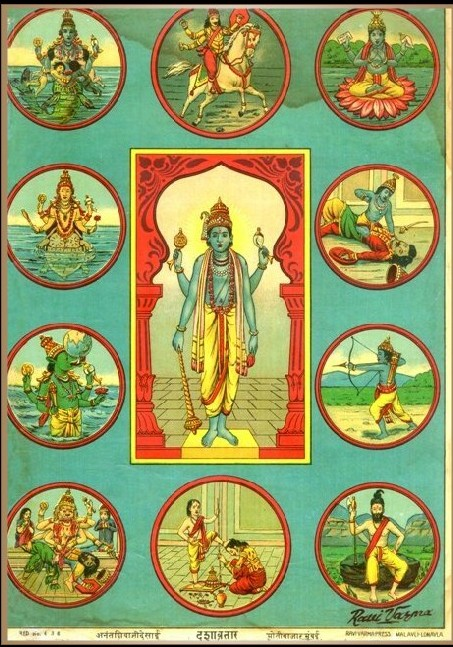
비슈누의 다샤바타라, 또는 열 가지 주요 아바타라.

두 번째 이야기는 수타에 의해 서술되었는데, 저주로 인해 '세상의 어머니'(락슈미)가 사라지고 세상은 가뭄과 기근으로 황폐해져서, 배고픔과 갈증에 시달리던 신들은 우유 바다 해변에서 비슈누에게 피난처를 구하게 된다 (5부: 8). 아난타(첫 번째 이야기에서는 바수키)가 젓는 밧줄로 사용된다. 에카다시 날에 칼라쿠타 독이 나타나는데, 이는 시바가 '마음속으로 비슈누를 명상하며' 삼킨다. 그 후 알락슈미(즉, 아-락슈미 또는 '락슈미가 아닌 자')라는 악한 존재가 나타나는데, 그녀는 싸움, 도박, 간통, 도둑질 등이 있는 곳에 머물라고 지시받는다 (5부: 9). 휘젓기는 계속되고 길조의 존재와 물품이 나타나는데, 여기에는 '감로와 함께 솟아난 락슈미의 형제. (홀리바질 즉 락슈미, 비슈누의 아내)도 마찬가지이다.' 이 경우 비슈누는 아수라들을 속이는 것에 대한 언급 없이 단지 신들에게 감로를 분배하기 위해 모히니의 형상을 취한다 (5부: 10).
시바가 서술한 세 번째 이야기는 다른 이야기들과 매우 유사하지만 락슈미에 대한 강조가 훨씬 크며, 비록 독 칼라쿠타가 나타나 시바가 삼키지만, 알락슈미나 모히니 아바타라에 대한 언급은 없다 (9부: 231–232). 젓는 밧줄로 사용된 나가는 '뱀들의 주님'(아난타)으로 언급된다. 다른 세부 사항은 다음과 같다.
- 쿠르마는 비슈누의 아바타라로 언급되며 (1부: 3.25b-29), 축복을 주는 자로 (1부: 5.81-87), 그리고 데바와 아수라 사이의 네 번째 전쟁 동안 나타났다고 명시된다 (1부: 13.180); 휘젓는 동안 인드라가 프라흘라다를 물리쳤다고 명시된다 (1부: 13.186).
- 세계 거북으로서의 쿠르마와 관련하여, '진실만으로 태양이 떠오르고, 바람이 불며, 바다는 그 경계를 넘지 않을 것이며, 거북은 지구를 (지탱하는 것을) 회피하지 않을 것이다' (2부: 53.3)라고 명시된다. 또한 쿠르마는 '최초의 거북'으로, 모든 것의 지지대이자 감로 생산의 원인, 그리고 지구의 지지대로 언급된다 (7부: 71.169-188). 마지막으로, 멧돼지(바라하) 형태로 물에서 지구를 들어올린 후, 비슈누가 세샤의 머리 위에 지구를 놓은 후에 쿠르마의 형태를 취했다고 명시된다 (9부: 237.15-19).
- 쿠르마는 야마 (7부: 66.44-54), 브라흐마 (7부: 71.23-29b), 그리고 시바 (9부: 229.40-44)에 의해 비슈누의 10가지 주요 아바타라(다샤바타라) 중 하나로 명명된다.
- 쿠르마의 살라그라마는 '솟아오르고, 표면이 둥글며, 원반(모양의 형태)으로 가득 차 있다. 카우스투바에 표시되어 있으며, 녹색을 띠고 있다' (8부: 20.51b-73)라고 묘사된다.
- 쿠르마는 바이쿤타에 거주한다고 명시된다 (9부: 228.19-24); 그리고 비슈누의 108가지 이름 중 하나이다 (10부: 17.103-117).
- 시바는 '깊은 바다 속에서 산과 숲과 숲과 함께 지구를 추출한' 쿠르마에게 경배를 표한다 (10부: 6.175-190).

### 스칸다 푸라나
| 스칸다 | 참고 문헌 | 참고 |
| ------ | --- | --- |
| 스칸다 | 1부: 8.89, 9–12; 2부: 47.12-15; 3부: 웃타라르다: 11.8-11; 4부: 벤카타찰라 마하트미야: 11, 20.81, 36.20-26; 5부: 푸루소타마-크세트라 마하트미야: 15.30, 22.32-43; 6부: 마르가시르사 마하트미야: 3.23-29; 7부: 바수데바-마마트미야: 9–14, 18.12-20, 27.32-33; 8부: 세투 마하트미야: 3.81-82, 37.15-20, 46.31-36; 9부: 다르마란야 칸다: 19.16, 20.20-23; 10부: 푸르바르다: 8.100, 29.17-168, 32.69-71, 41.102, 50; 11부: 웃타라르다: 51, 70.69; 12부: 아반티크세트라 마하트미야: 42.12-14, 44 63.83; 14부: 레바 칸다: 7; 15부: 레바 칸다: 151.1-17, 181.56-65, 182.1-22; 17부: 나가라 칸다: 144.117; 18부: 나가라 칸다: 210, 262.21-22, 271.245-455; 19부: 프라바사-크세트라 마하트미야: 7.17-37, 11.18, 32.100-103a, 81.23-24; 20부: 프라바사 칸다: 167.33, 199.11-12 | 13부나 16부에는 주목할 만한 내용이 없다. 15부에서는 카샤파의 아들 중 한 명인 함사가 브라흐마의 탈것이 되었다고 기록한다(221.1-6). |

우유의 바다가 휘저어질 때, 산은 라사탈라 깊숙이 가라앉았다. 바로 그 순간, 라마의 주님이신 비슈누는 거북이가 되어 그것을 들어 올렸다. 그것은 참으로 놀라운 일이었다... 그 훌륭한 산은 아다만트 같은 힘을 가지고 있었다. 그것은 고귀한 영혼을 지닌 거북이의 등, 목, 허벅지, 그리고 무릎 사이 공간에서 굴러다녔다. 이 둘의 마찰로 인해 해저 [즉 수중] 불이 발생했다.— Skanda Purana (Unknown translator, 1951), Part 1, Chapter 9, Verses 86 and 91

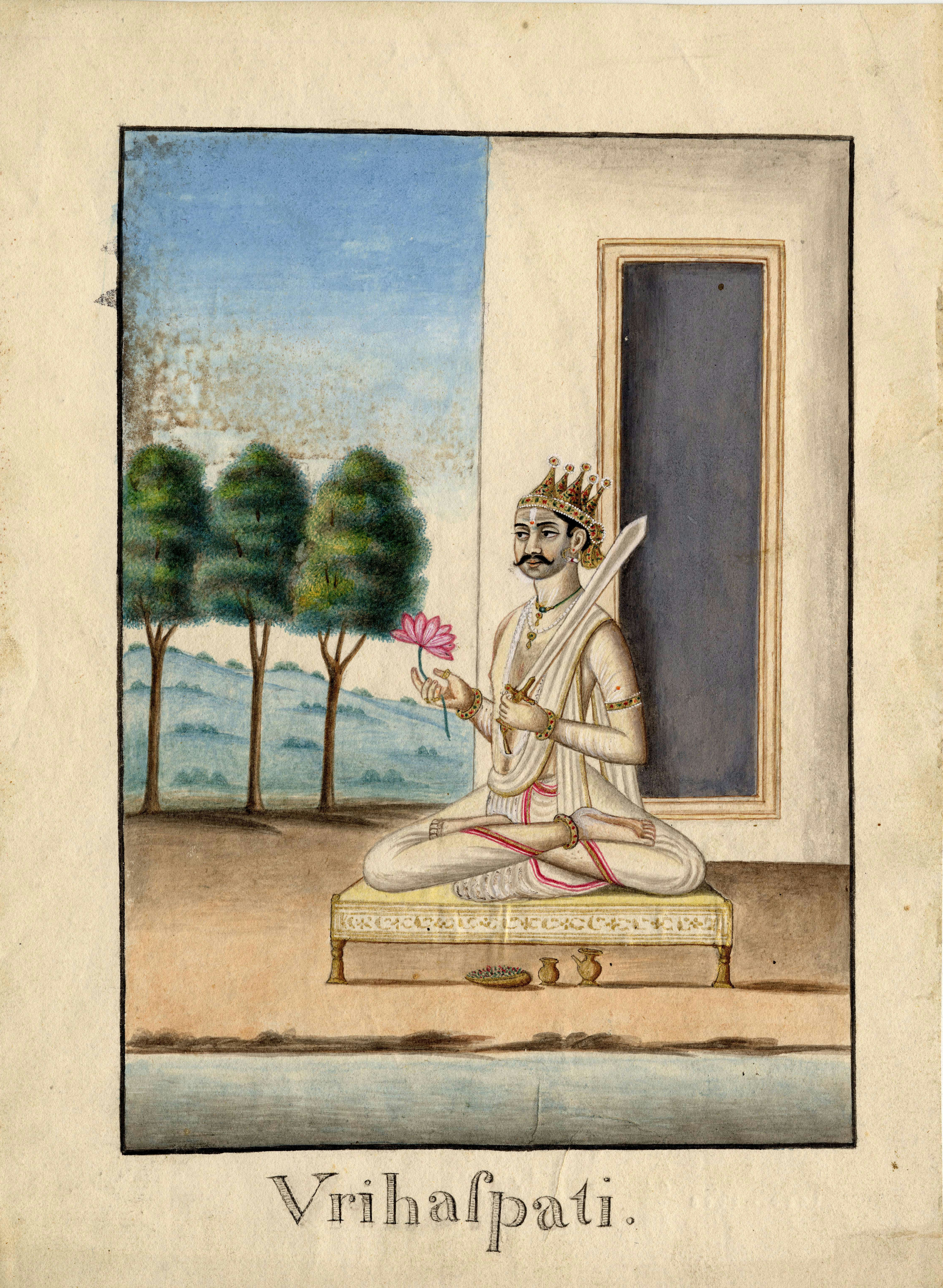
사무드라 만타나의 일부 이야기에 인드라를 저주하는 현자 브리하스파티.

스칸다 푸라나에서는 사무드라 만타나에 대한 네 가지 이야기가 제시된다. 첫 번째 이야기에서는 인드라가 현자 브리하스파티에게 저주를 받은 후 우유 바다 휘젓기가 일어나며, 이는 락슈미의 사라짐, 모든 이의 비참함, 그리고 보석과 같은 귀중품을 파탈라로 가져간 아수라들에 의해 전투에서 패배한 데바들의 파멸을 초래한다. 브라흐마의 조언에 따라 인드라와 데바들은 아수라의 지도자 발리와 계약을 맺고 우유 바다에서 보석을 회수하기로 한다. 만다라 산을 휘젓는 막대로 사용할 수 없게 되자 비슈누에게 도움을 요청하고, 비슈누는 가루다를 타고 와 산을 바다로 가져간 후 쿠르마로 화신한다. 바수키가 휘젓는 밧줄로 사용된다. 칼라쿠타 독이 생성되어 데바와 다이티야를 뒤덮고 - 무지와 욕망을 유발하며 - 모든 존재( 바이쿤타 포함)를 뒤덮고 우주 알을 재로 만든다 (1부: 9). 시바에게 피난처를 구하고, '사업 성공을 위한' 가네샤 숭배의 기원과 필요성이 설명된 후 시바가 독을 마신다 (1부: 10). 가네샤 숭배에 대한 더 많은 정보가 제공된 후 휘젓기가 재개되어 락슈미를 포함한 많은 길조의 물품과 존재들을 생산한다 (1부: 11). 단반타리가 불멸의 감로를 들고 나타나는데, 이는 아수라들이 가져간다. 비슈누는 모히니로 화신하고, 발리에게 '현명한 사람은 여자를 절대 믿어서는 안 된다'고 경고하지만, 여전히 그녀에게 감로를 주며 그녀는 그것을 데바들에게 준다 (1부: 12).
두 번째 이야기에서 인드라는 다시 현자 브리하스파티에게 저주를 받는다 (7부: 8). 그 결과 락슈미가 사라지고, 그녀와 함께 '보속, 순결, 자비, 진리... 진정한 다르마, 번영... 힘 [그리고] 사트바(선함의 특성)'가 없어진다. 굶주림, 가난, 분노, 욕망, 육식, 그리고 사악한 생각들이 만연하며, 아다르마가 다르마라고 믿고 동물을 죽이는 것을 정당화하기 위해 베다를 왜곡하는 것 등이 포함된다 (7부: 9). 비슈누는 데바들에 의해 피난처를 요청받고 우유 바다를 휘젓으라고 지시한다 (7부: 10). 인드라는 아수라들과 협약을 맺고, 세사는 만다라 산과 함께 휘젓는 밧줄로 사용되며, 비슈누는 밑바닥으로서 쿠르마로 화신한다. 천 년간 휘젓은 후 할라할라 독이 생성되어 시바가 삼키고, 떨어진 독 방울은 뱀, 전갈, 그리고 일부 약용 식물들이 가져간다 (7부: 11). 휘젓기는 또 천 년간 계속되어 락슈미를 포함한 길조의 물품과 존재들을 생산한다 (7부: 12). 단반타리가 암리타 항아리를 들고 나타나는데, 이는 아수라들이 가져가고, 비슈누는 '세상 모든 것을 매혹시키는 놀랍도록 아름다운 여성 형태'(모히니)를 취한다. 아수라들에게 그녀를 믿지 말라고 경고함에도 불구하고, 모히니는 암리타를 받고 데바들에게 전달한 후 아수라들은 전투에서 파괴된다 (7부: 13).

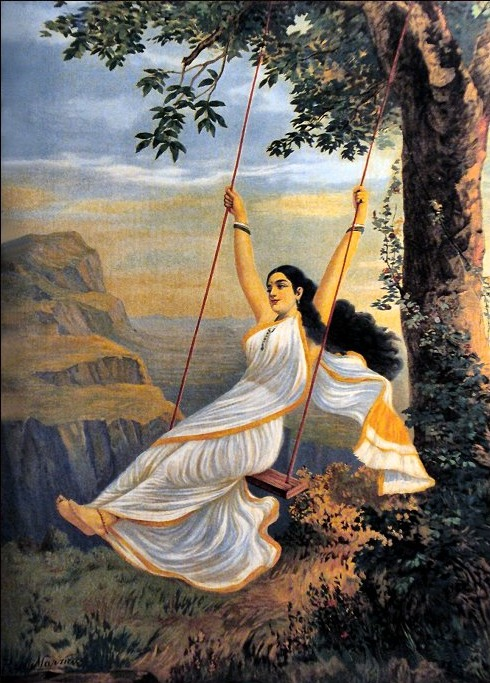
모히니, 비슈누의 여성 매혹자 아바타라.

세 번째 간략한 이야기에서, '악한 영혼들로 인한 보석의 큰 손실'과 의로움의 상실 후에 휘젓기가 일어난다. 바수키는 휘젓는 끈으로 사용되며, 데바와 아수라들은 '활동의 주 식물을 (신성한) 거북의 등에 올려놓고 귀중한 보석을 휘저어냈다.' 수라(술; 다른 이야기에서는 바루니)와 단반타리를 포함한 많은 길조의 물품과 존재들이 생성된다. 데바와 아수라 사이에 다툼이 일어나고, 비슈누는 '매혹적인 여성의 형태'(모히니)로 화신하여 악마들을 유혹하고 인드라는 그들에게 수라를 주고 '손기술'을 통해 암리타를 가져간다. 할라할라 독도 생성되어 시바가 소비한다 (12부: 44).
네 번째 이야기는 비슈바미트라에 의해 간략하게 다시 서술된다. 세부 사항은 이전 이야기들과 매우 유사하며, 바수키가 끈으로 사용되며 '카차파(비슈누의 거북 화신)가 (산을) 들어 올렸고', 칼라쿠타 독은 시바가 마시고 모히니가 화신하여 아수라들을 속인다. 주목할 만한 예외는 휘젓기가 먼저 '흉측한' 라트나(보석)의 세 가족을 생산한다는 점이다. 데바와 다나바 모두에게 거부당하자, 그들은 카(브라흐마; 18부: 210)에게 받아들여진다.
특히, 프라자파티와 타이티리야 아란야카의 거북 이야기(위 참조)와 유사하게, 우주의 해체 시기에 브라흐마가 '카디요타(반딧불이과, 반딧불이)'의 형태를 취하고 천 신성한 해 동안 돌아다니다가 '거북이의 형태로 잠들어 있는 주님[비슈누]'을 발견했다는 이야기도 있다. 브라흐마에게 깨어난 비슈누는 '이전 칼파 말기에 삼켜졌던 세 세계를 토해내며 일어섰다.' 모든 창조물 - 데바, 다나바, 달, 태양, 행성 -은 그로부터 그리고 그에 의해 생성되었다. 비슈누는 또한 지구가 '큰 바다 속에서 거북이의 등에 얹혀 있었다'는 것을 보았다 (14부: 레바 칸다: 7). 다른 세부 사항은 다음과 같다.
- 쿠르마는 만다라 산을 지탱했다고 언급된다 (1부: 8.89);
- 타라에게 의지한 후, '그녀에게 스며든 우주의 조상 쿠르마는 베다를 들어올렸다' (2부: 47.12-15).
- 시바의 링감을 탐험하며, '황금산의 구근 뿌리이자 지지대로 자리 잡았던 원시 거북은 아츄타 [비슈누]에게 보였다'; 또한 시바의 축복으로 세사, 쿠르마 등이 그 링가의 부담을 지탱할 수 있다 (3부: 웃타라르다: 11.8-11).
- 바라하가 물에서 지구를 들어올린 후, 비슈누는 '사방의 코끼리, 뱀들의 왕, 그리고 거북이를 추가적인 지지대로 배치했다. 자비의 그릇인 하리(Hari)는 자신의 샤크티(힘)를 나타나지 않는 형태로 그들 모두의 지지대로 자발적으로 적용했다' (4부: 벤카타찰라 마하트미야: 36.20-26); 브리그도 쿠르마가 지구를 지탱한다고 말한다 (15부: 레바-칸다: 182.1-22); 그리고 세사와 쿠르마는 나중에 지구를 안정화시킨다고 언급된다 (17부: 나가라 칸다: 144.117).
- 쿠르마는 비슈누가 루드라의 형태로 파괴자로 언급되는 곳에서 언급된다 (5부: 푸루소타마-크세트라 마하트미야: 22.32-43).
- 쿠르마는 비슈누의 12가지 화신 중 하나로 언급되며, 비슈누는 브라흐마에게 다음과 같이 말한다.

카샤파의 아들들(즉 데바와 아수라)이 넥타르를 얻기 위해 바다를 휘젓을 때, 나 [비슈누]는 거북이의 형태를 취하여 휘젓는 막대로 사용되는 만다라 산을 등에 짊어질 것이다.— Skanda Purana (Unknown translator, 1951), Part 7, Chapter 18, Verses 12-20

- 푸자 만달라 건설 절차에서 마츠야와 쿠르마는 남서쪽에 설치되어야 하며 허리 아래는 동물 형태로, 위는 인간 형태로 묘사되어야 한다 (7부: 바수데바-마마트미야: 27.32-33).
- 링감은 '거북(껍질)의 등'에서 진화했다고 명시된다 (9부: 다르마란야 칸다: 19.16) 그리고 '바흐니(불)의 비자는 바유(바람)의 (씨앗)과 쿠르마(거북)의 비자를 동반한다' (9부: 다르마란야 칸다: 20.20-23).
- '모든 팔다리를 안으로 들이는 거북처럼, 프라티야하라의 적절한 절차를 통해 감각 기관을 거두는 자는 죄에서 자유로워질 것이다' (10부: 푸르바르다: 41.102)라고 명시된다.
- 쿠마리 - 쿠르마의 샤크티 -는 손에 올가미를 쥐고 있으며, 마할락슈미의 남쪽에 위치한다 (11부: 웃타라르다: 70.69).
- '쿠르마'는 비슈누의 천 가지 이름(비슈누 사하스라나마) 중 하나이다 (12부: 아반티크세트라 마하트미야: 63.83).
- 쿠르마는 다샤바타라, 즉 비슈누의 열 가지 주요 화신에 등재되어 있다 (15부: 레바-칸다, 151.1-7).
- 브리그는 카차파(즉, 거북) 위에 서 있는 크세트라(사원)를 언급하며, 그 이름을 따서 명명된 도시인 브리그카차(Bhrgukaccha)가 있을 것이라고 말한다 (15부: 레바-칸다: 182.1-22).
- 쿠르마(즉, 거북) 형태의 별자리에 대해 논의하며, 쿠르마는 바라타에 위치하며 동쪽을 향한다고 명시된다 (19부: 프라바사-크세트라 마하트미야: 7.17-37 및 11.18).
- 바라타의 프라바사라는 성지는 쿠르마 신사의 남서쪽에 위치한다 (20부: 프라바사 칸다: 167.33).

## 사원

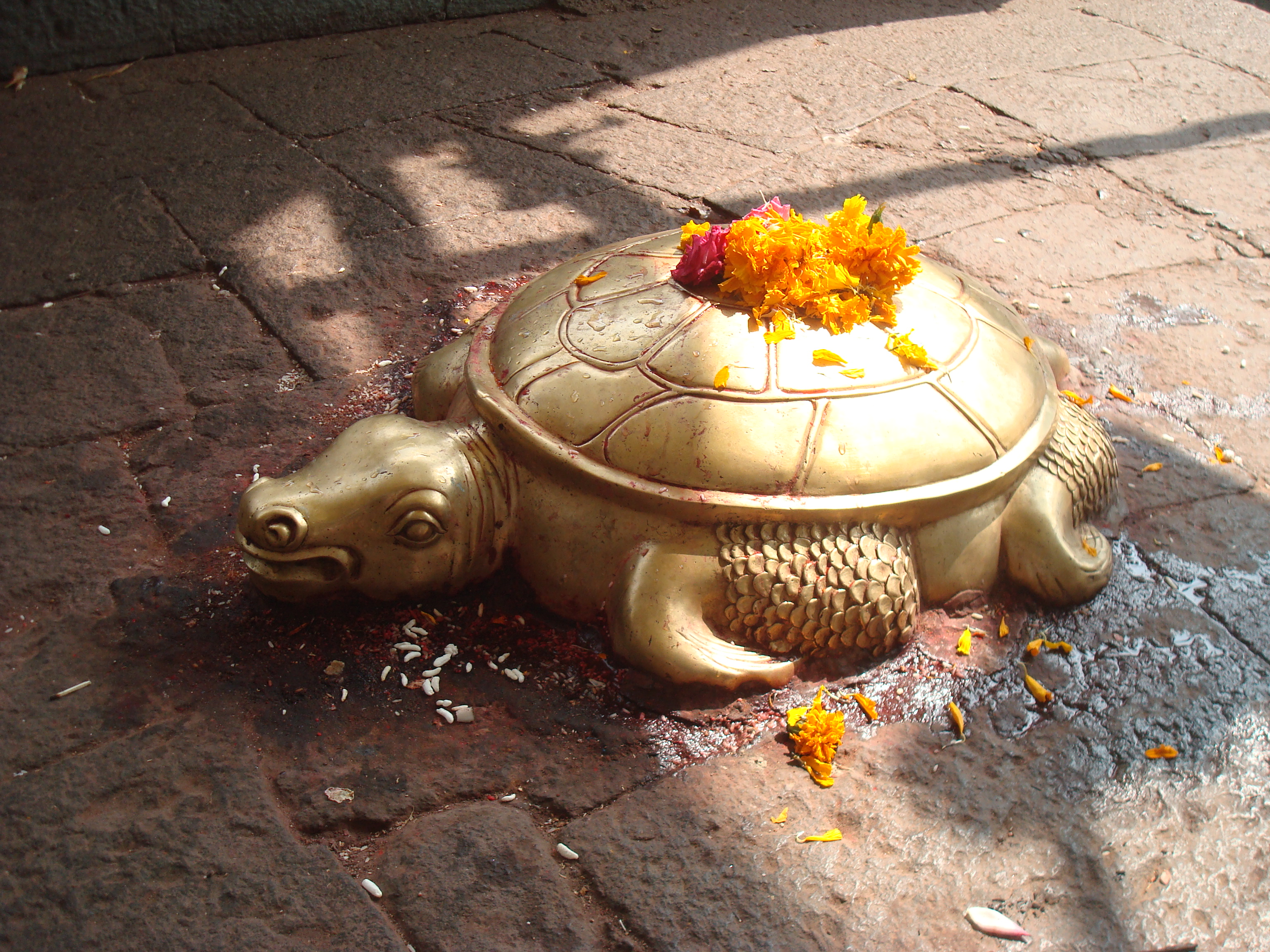
샤크티파의 삽타슈룽기에 있는 쿠르마 아바타라

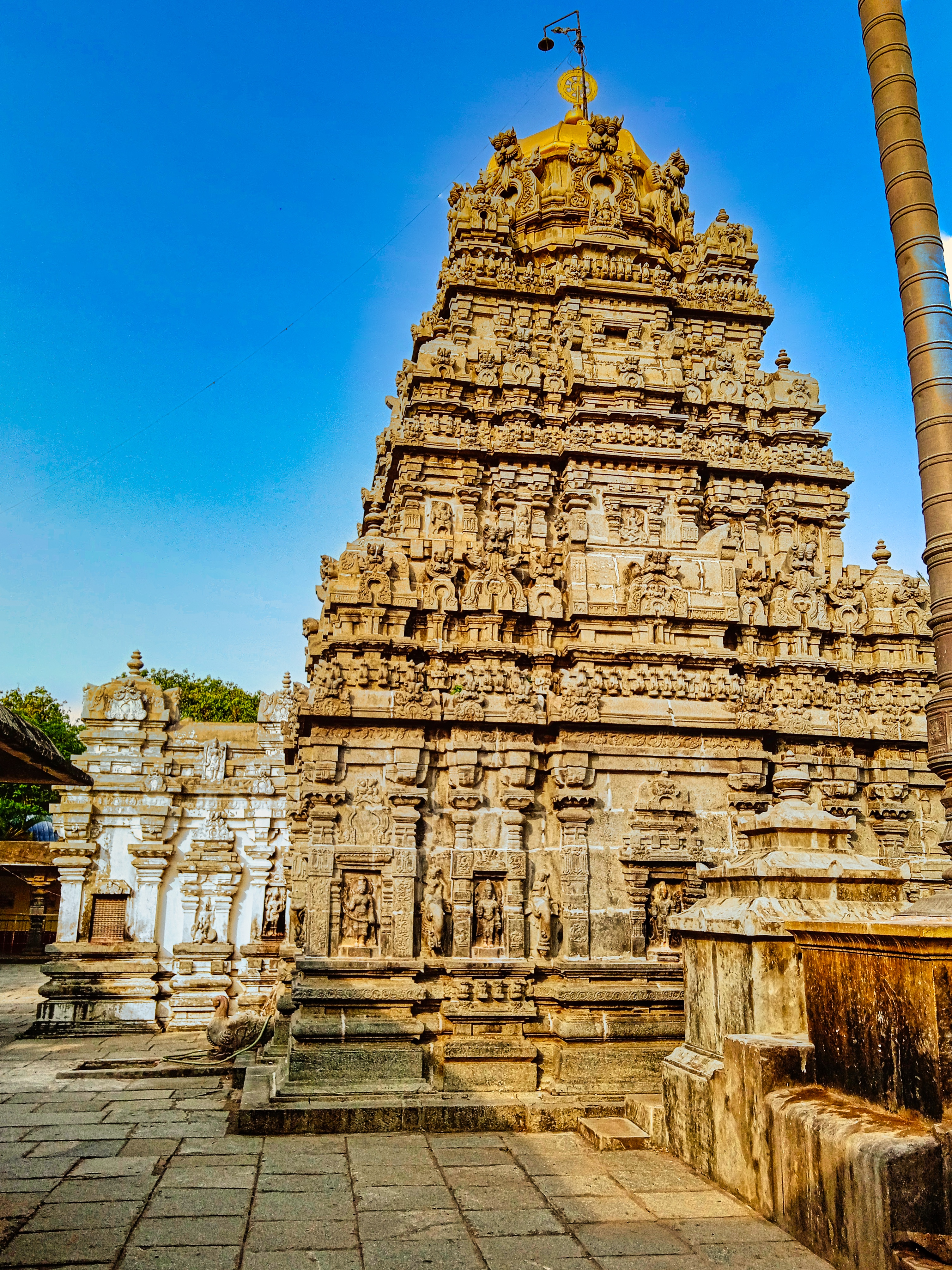
스리쿠르맘 사원, 스리카쿨람

### 도상학
사무드라 만타나는 도상학에서 인기가 많으며 동남아시아에서도 발견된다. 주목할 만한 묘사로는 앙코르 와트의 부조가 있는데, 중앙에 비슈누와 쿠르마가 있고 양쪽에 신들과 악마들이 바다를 휘젓는 모습이 있다. 사원 아래의 흙은 크메르 도상학에서 쿠르마를 나타내며, 대지 여신은 비슈누의 배우자이다. 만다라 꼭대기의 비슈누는 그를 빛나는 한낮의 태양으로 상징한다.
쿠르마는 동물형태로 거북이로 묘사된다.
인간 형태로서는 상반신은 네 팔을 가진 인간이며 하반신은 물고기이다. 상반신은 비슈누와 닮았고 비슈누가 착용하는 전통 장식과 키리타-무쿠타(높은 원뿔형 왕관)를 착용한다. 두 손에는 수다르샨차크라(원반)와 샹카(소라껍데기)를 들고 있는데, 이는 비슈누의 일반적인 무기이다. 다른 두 손은 신자에게 축복을 내리는 바라다무드라와 보호를 확신시키는 아바야무드라의 제스처를 취한다. 이 묘사는 하반신이 물고기인 마츠야와 유사하다.

### 위치
스리쿠르맘은 원래 시바 사원이었으나, 비슈누파 성자 라마누자에 의해 비슈누파 사원으로 개조되었다. 성소에는 비슈누의 상과 함께 꼬리와 등이 신자에게 향하고 얼굴이 서쪽을 향한 쿠르마의 상이 있다. 이는 중심상이 동쪽을 향해야 한다는 경전의 명령과 모순된다. 전설에 따르면, 쿠르마 상은 사원 뒤편에서 그를 숭배했던 빌인 부족 왕을 기리기 위해 서쪽 벽으로 돌아섰다고 한다. 난디타 크리슈나는 부족 거북 신이 쿠르마와 동일시됨으로써 힌두교에 동화되었을 수 있다고 제안한다.
인도에는 이 비슈누 화신에 헌정된 다섯 개의 사원이 있다:
- 쿠르마이 (안드라프라데시주 치토르 지구)
- 스리 쿠르맘 (안드라프라데시주 스리카쿨람 지구)
- 가비랑가푸르 (카르나타카주 치트라두르가 지구)
- 스와루프나라얀 (서벵골 후글리 지구 고가트 마을).

위에 언급된 마을의 이름은 이 마을의 신에 관한 쿠르마의 역사적인 바라다라자스와미(쿠르마 아바타라 오브 비슈누) 사원에서 유래한다.
- 아마만갈람 마하 비슈누 사원 (카쿠르, 칼리컷 지구, 케랄라주) - 주신은 쿠르마바타람이라고 불린다. 지역 전설에 따르면 파라슈라마 자신이 봉헌한 다샤바타라에 헌정된 주요 사원 중 하나라고 한다.
- 가루다 사원, 트리프랑고데, 말라푸람, 케랄라의 부속 성소
- 스리 아둑카트 바가바티 사원, 카사르고데, 케랄라의 부속 성소

## 기타 용도
M. 베탐은 신체에 10가지 바유(바람)가 있는데, 그 중 하나는 눈을 뜨고 감는 것과 관련하여 '쿠르마'라고 불린다고 언급한다.
'쿠르마-나디(또는 쿠르마나디, 산스크리트어 कूर्मनाडी)는 요가 수행에서 마음을 안정시키는 것(생각의 속도를 늦추는 것)과 관련된 '거북 신경' 또는 '거북의 통로'를 의미한다. '나디' 자체는 '정맥', '동맥', '강', 또는 '신체의 모든 관 모양 기관' (및 '피리')을 의미한다. 쿠르마나디는 일반적으로 목 아래 위 가슴에 위치한다고 하지만, S. 렐레는 '나알'(산스크리트어 नल्)이라는 어근('묶다'라는 의미)에 근거하여 이것이 꼬리뼈 근처에 위치한 물라다라 차크라를 의미한다고 믿는다.
이 모든 것은 우파니샤드와 푸라나에 언급되어 있다.

## 같이 보기
- 거북의 문화적 묘사
- 다샤바타라 - 쿠르마를 포함한 비슈누의 10가지 아바타라
- 카샤파 – 이름이 "거북, 자라"를 의미하기도 하는 베다의 현자
- 쿠르마사나 - 쿠르마에게 헌정된 요가 자세
- 사무드라 만타나 - 쿠르마에 의한 유해교반 신화
- 세계 거북 - 지구를 지탱하는 거대한 거북

### 참조주
1. ↑  “Sanskrit Dictionary for Spoken Sanskrit: 'Kurma'”. 《spokensanskrit.org》. 2019년 12월 24일에 확인함.[깨진 링크(과거 내용 찾기)]
2. ↑  “Sanskrit Dictionary for Spoken Sanskrit: 'kacchapam'”. 《spokensanskrit.org》. 2019년 12월 13일에 확인함.[깨진 링크(과거 내용 찾기)]
3. ↑  www.wisdomlib.org (2018년 5월 29일). “Kamatha, Kamaṭha: 5 definitions”. 《www.wisdomlib.org》. 2023년 2월 6일에 원본 문서에서 보존된 문서. 2019년 12월 13일에 확인함.
4. ↑  “Sanskrit Dictionary for Spoken Sanskrit: 'Akupara'”. 《spokensanskrit.org》. 2019년 12월 24일에 확인함.[깨진 링크(과거 내용 찾기)]
5. ↑  “Sanskrit Dictionary: 'ambucara-ātmanā'”. 《www.sanskritdictionary.com》. 2023년 9월 1일에 원본 문서에서 보존된 문서. 2019년 12월 24일에 확인함.
6. ↑  Yaska; Sarup, Lakshman (1967). 《The Nighantu and the Nirukta》. Robarts - University of Toronto. Delhi Motilal Banarsidass. 64쪽.
7. ↑  《Heinrich Robert Zimmer Myths And Symbols In Indian Art And Civilization》 (영어). 104쪽.
8. ↑  “Sanskrit Dictionary for Spoken Sanskrit: 'Panikacchapika'”. 《spokensanskrit.org》. 2019년 12월 20일에 확인함.
9. ↑  www.wisdomlib.org (2019년 2월 5일). “Kurmacakra, Kūrmacakra, Kurma-cakra: 1 definition”. 《www.wisdomlib.org》. 2019년 12월 20일에 원본 문서에서 보존된 문서. 2019년 12월 20일에 확인함.
10. ↑  Nanditha_Krishna 2009, 39쪽.
11. 1 2 3 4  Dr. Narinder Sharma. 《Pancavimsa Brahmana English》 (영어). 407쪽.
12. ↑  Sinha, Purnendu Narayan (1901). 《A study of the Bhagavata Purana; or, Esoteric Hinduism》. Benares. 432쪽.
13. 1 2  Narayan Aiyangar (1901). 《Essays On Indo Aryan Mythology》. 211-220쪽.
14. ↑  Jarow, Rick (2012년 2월 1일). 《Tales for the Dying: The Death Narrative of the Bhagavata-Purana》 (영어). SUNY Press. 79쪽. ISBN 978-0-7914-8745-7. 2022년 5월 11일에 원본 문서에서 보존된 문서. 2020년 10월 26일에 확인함.
15. ↑  Wilson 1862, 58 (Chapter IV), 135-151 (Chapter IX)쪽.
16. ↑  Sidharth, B. G. (1999년 10월 1일). 《The Celestial Key to the Vedas: Discovering the Origins of the World's Oldest Civilization》 (영어). Simon and Schuster. X–XII쪽. ISBN 978-1-59477-523-9. 2022년 5월 11일에 원본 문서에서 보존된 문서. 2020년 10월 26일에 확인함.
17. ↑  Macdonell, Arthur Anthony (1897). 《Vedic mythology》. Princeton Theological Seminary Library. Strassburg : Karl J. Trübner. 151-153쪽.
18. ↑  Keith, A.B. 《The Religion And Philosophy Of The Veda And Upanishads 01》. 192-193쪽.
19. ↑  Roy 2002, 95쪽.
20. ↑  Dowson, John (1888). 《A classical dictionary of Hindu mythology and religion, geography, history, and literature》. Robarts - University of Toronto. London : Trübner. 36쪽.
21. 1 2  W.j. Wilkins (1913). 《Hindu Mythology Vedic And Puranic》. 120, 144쪽.
22. 1 2 3 4 5 6 7  Macdonell, Arthur Anthony (1897). 《... Vedic mythology》. Princeton Theological Seminary Library. Strassburg : Karl J. Trübner. 41, 151, 153쪽.
23. 1 2 3  Aiyangar 1901, 211쪽.
24. ↑  “Satapatha Brahmana Part III (SBE41): Seventh Kânda: VII, 5, 1. Fifth Adhyâya. First Brâhmana”. 《www.sacred-texts.com》. 2019년 10월 20일에 원본 문서에서 보존된 문서. 2019년 12월 6일에 확인함.
25. ↑  “Yajur Veda Kanda V”. 《www.sacred-texts.com》. 2019년 10월 20일에 원본 문서에서 보존된 문서. 2019년 12월 6일에 확인함.
26. ↑  “Yajur Veda Kanda II”. 《www.sacred-texts.com》. 2019년 10월 20일에 원본 문서에서 보존된 문서. 2019년 12월 6일에 확인함.
27. ↑  Aiyangar 1901, 213–4쪽.
28. 1 2 3  《Complete Shukla Yajur Veda in English (Kanva Shakha)》. 114, 118쪽.
29. ↑  Aiyangar 1901, 212쪽.
30. ↑  “Rig Veda: Rig-Veda, Book 9: HYMN CXIV. Soma Pavamana.”. 《www.sacred-texts.com》. 2019년 10월 20일에 원본 문서에서 보존된 문서. 2019년 12월 15일에 확인함.
31. ↑  “Atharva Veda: Book 19: Hymn 53: A hymn to Kāma or Time”. 《www.sacred-texts.com》. 2019년 10월 20일에 원본 문서에서 보존된 문서. 2019년 12월 10일에 확인함.
32. ↑  Dowson, John (1888). 《A classical dictionary of Hindu mythology and religion, geography, history, and literature》. Robarts - University of Toronto. London : Trübner. 153쪽.
33. ↑  Aiyangar 1901, 215–9쪽.
34. ↑  “Rig Veda: Rig-Veda, Book 10: HYMN CXXXVI. Kesins.”. 《www.sacred-texts.com》. 2019년 10월 20일에 원본 문서에서 보존된 문서. 2019년 12월 7일에 확인함.
35. ↑  Caland W (1919). 《Das Jaiminiya Brahmana In Auswahl》. 293쪽.
36. ↑  Achuthananda, Swami (2019년 8월 3일). 《Rama and the Early Avatars of Vishnu: plus Ramayana abridged》 (영어). Relianz Communications Pty Ltd. 20쪽. ISBN 978-0-9757883-4-9. 2022년 5월 11일에 원본 문서에서 보존된 문서. 2020년 10월 26일에 확인함.
37. ↑  Wilson 1862, 146쪽.
38. ↑  “The Mahabharata, Book 1: Adi Parva: Astika Parva: Section XVIII”. 《www.sacred-texts.com》. 2019년 10월 20일에 원본 문서에서 보존된 문서. 2019년 12월 9일에 확인함.
39. ↑  Aiyangar 1901, 219–21쪽.
40. 1 2  Sutton, Nicholas (2000). 《Religious Doctrines in the Mahābhārata》 (영어). Motilal Banarsidass Publ. 157, 162쪽. ISBN 978-81-208-1700-5. 2022년 5월 11일에 원본 문서에서 보존된 문서. 2020년 10월 26일에 확인함.
41. ↑  J._L._Brockington 1998, 279–80쪽.
42. ↑  J._L._Brockington 1998, 278–9쪽.
43. ↑  “The Mahabharata, Book 12: Santi Parva: Section CCCXL”. 《www.sacred-texts.com》. 2019년 10월 20일에 원본 문서에서 보존된 문서. 2019년 12월 12일에 확인함.
44. ↑  “The Mahabharata, Book 13: Anusasana Parva: Section CXLIX”. 《www.sacred-texts.com》. 2019년 10월 20일에 원본 문서에서 보존된 문서. 2019년 12월 12일에 확인함.
45. ↑  Aiyangar 1901, 221–2쪽.
46. 1 2  Vālmīki (2007). 《The Rāmāyaṇa of Vālmīki: An Epic of Ancient India. Bālakāṇḍa》 (영어). Motilal Banarsidass Publishe. 364–5쪽. ISBN 978-81-208-3162-9. 2023년 9월 1일에 원본 문서에서 보존된 문서. 2022년 4월 14일에 확인함.
47. ↑  Dutt, Manmathnath (1891). 《Ramayana》. 110쪽.
48. ↑  Rai Bahadur Lala Baij Nath (1979). 《The Adhyatma Ramayana》. 163쪽.
49. 1 2  Nanditha_Krishna 2009, 40쪽.
50. 1 2  Roy 2002, 14쪽.
51. ↑  Shastri, Bhatt & Gangadharan 1998, 5–7쪽.
52. ↑  Aiyangar 1901, 222–3쪽.
53. ↑  Wilson 1862, 143쪽, Chapter IX.
54. ↑  Tagare 1999, 1062–3쪽.
55. 1 2 3  Wilson 1862, 146–8쪽.
56. ↑  Shastri & Tagare 1999, 1018쪽.
57. ↑  Shastri & Tagare 1999, 1031쪽.
58. ↑  Shastri & Tagare 1999, 2205쪽.
59. ↑  Nagar 2005, 366쪽, Part I.
60. ↑  Talukdar_of_Oudh 1916, 284쪽.
61. ↑  Shastri 2002a, 1115쪽.
62. ↑  Nagar 2005, 138, 340쪽, Part I.
63. ↑  Wilson 1862, 57–8쪽.
64. ↑  Tagare 1999, 1206쪽.
65. ↑  Shastri, Bhatt & Gangadharan 1998, 125쪽.
66. ↑  Shastri, Bhatt & Gangadharan 1998, 50, 729, 871쪽.
67. ↑  Brahma Purana 1955, 348, 390쪽.
68. ↑  Varaha Purana 1960, 1, 31쪽.
69. ↑  Brahma Purana 1955, 395쪽.
70. ↑  Shastri 1990, 514쪽.
71. 1 2  Shastri 2000, 873쪽.
72. 1 2  Shastri & Tagare 1999, 27쪽.
73. ↑  Shastri, Bhatt & Gangadharan 1998, 326쪽.
74. ↑  Brahma Purana 1955, 104쪽.
75. ↑  Wilson 1862a, 125–6쪽.
76. ↑  Dutt 1896, 255–61쪽.
77. ↑  Wilson 1862a, 133쪽.
78. ↑  Shastri & Tagare 1999, 728쪽.
79. ↑  Gupta 1972, i–ii쪽.
80. ↑  Gupta 1972, 3쪽.
81. ↑  Shastri, Bhatt & Gangadharan 1998, 734쪽.
82. ↑  Shastri, Bhatt & Gangadharan 1998, 129쪽.
83. ↑  Shastri 1990, 516쪽.
84. ↑  Shastri 2002a, 1117쪽.
85. ↑  Dutt 1896, 204쪽.
86. ↑  Shastri 1990, 774쪽.
87. ↑  Shastri 2002b, 2031, 2043쪽.
88. ↑  Varaha Purana 1960, 13쪽.
89. ↑  Varaha Purana 1960, 123–4쪽.
90. ↑  Garuda_Purana 2002, 5쪽.
91. ↑  Garuda_Purana 2002, 265쪽.
92. ↑  Garuda_Purana 2002, 62쪽.
93. ↑  Garuda_Purana 2002, 101쪽.
94. ↑  Garuda_Purana 2002a, 579쪽.
95. ↑  N.A (1950). 《THE NARADA-PURANA PART. 1》. MOTILAL BANARSIDASS PUBLISHERS PRIVATE LIMITED, DELHI DELHI.
96. ↑  N.A. (1950). 《THE NARADA-PURANA PART. 2》. MOTILAL BANARSIDASS PUBLISHERS PVT. DELHI.
97. ↑  N.A. (1952). 《THE NARADA-PURANA PART. 3》. MOTILAL BANARSIDASS PUBLISHERS PVT. DELHI.
98. ↑  N.A (1952). 《THE NARADA-PURANA PART. 4》. MOTILAL BANARSIDASS PUBLISHERS PVT. LTD, DELHI.
99. ↑  N.A (1952). 《THE NARADA-PURANA PART. 5》. MOTILAL BANARSIDASS PUBLISHERS PVT. LTD, DELHI.
100. ↑  N. A. Deshpande (1988년 1월 1일). 《Padma Purana Part 1 Srishti Khanda Motilal Banarsidass 1988》.
101. ↑  N. A. Deshpande (1989년 1월 1일). 《Padma Purana Part 2 Srishti Khanda Motilal Banarsidass 1989》.
102. ↑  N.A (1952). 《THE PADMA-PURANA PART. 5》. MOTILAL BANARSIDASS PUBLISHERS PVT. DELHI.
103. ↑  N.A (1952). 《THE PADMA-PURANA PART. 6》. MOTILAL BANARSIDASS PUBLISHERS PVT. DELHI.
104. ↑  N.A (1952). 《THE PADMA-PURANA PART. 7》. MOTILAL BANARSIDASS PUBLISHERS PVT. LTD, DELHI.
105. ↑  N.A (1952). 《THE PADMA-PURANA PART. 8》. MOTILAL BANARSIDASS PUBLISHERS PVT. LTD, DELHI.
106. ↑  N.A (1956). 《THE PADMA-PURANA PART. 9》. MOTILAL BANARSIDASS PUBLISHERS PVT. LTD, DELHI.
107. ↑  N.A. (1956). 《THE PADMA-PURANA PART.10》. MOTILAL BANARSIDASS PUBLISHERS PVT. DELHI.
108. ↑  N.A. (1951). 《THE PADMA-PURANA PART. 3》. MOTILAL BANARSIDASS PUBLISHERS PVT. DELHI.
109. ↑  N.A (1952). 《THE PADMA-PURANA PART. 4》. MOTILAL BANARSIDASS PUBLISHERS PVT. LTD, DELHI.
110. ↑  N.A (1950). 《THE SKANDA-PURANA PART. 1》. MOTILAL BANARSIDASS PUBLISHERS PVT. LTD, DELHI.
111. ↑  N.A (1950). 《THE SKANDA-PURANA PART. 2》. MOTILAL BANARSIDASS PUBLISHERS PVT. LTD, DELHI.
112. ↑  N.A. (1951). 《THE SKANDA-PURANA PART. 3》. MOTILAL BANARSIDASS PUBLISHERS PVT. DELHI.
113. ↑  N.A (1951). 《THE SKANDA-PURANA PART. 4》. MOTILAL BANARSIDASS PUBLISHERS PVT. LTD, DELHI.
114. ↑  N.A. (1951). 《THE SKANDA-PURANA PART. 5》. MOTILAL BANARSIDASS PUBLISHERS PVT. DELHI.
115. ↑  N.A. (1951). 《THE SKANDA-PURANA PART. 6》. MOTILAL BANARSIDASS PUBLISHERS PVT. DELHI.
116. ↑  N.A (1951). 《THE SKANDA-PURANA PART. 7》. MOTILAL BANARSIDASS PUBLISHERS PVT. LTD, DELHI.
117. ↑  N.A. (1953). 《THE SKANDA-PURANA PART. 8》. MOTILAL BANARSIDASS PUBLISHERS PVT. DELHI.
118. ↑  N.A. (1953). 《THE SKANDA-PURANA PART. 9》. MOTILAL BANARSIDASS PUBLISHERS PVT. DELHI.
119. ↑  N.A (1953). 《THE SKANDA-PURANA PART.10》. MOTILAL BANARSIDASS PUBLISHERS PVT. LTD, DELHI.
120. ↑  N.A (1955). 《THE SKANDA-PURANA PART.11》. MOTILAL BANARSIDASS PUBLISHERS PVT. LTD, DELHI.
121. ↑  N.A. (1955). 《THE SKANDA-PURANA PART.12》. MOTILAL BANARSIDASS PUBLISHERS PVT. DELHI.
122. ↑  Not Available (1957). 《The Skanda-purana Part.14》.
123. ↑  N.A. (1957). 《THE SKANDA-PURANA PART.15》. MOTILAL BANARSIDASS PUBLISHERS PVT. DELHI.
124. ↑  N.A (1958). 《THE SKANDA-PURANA PART.17》. MOTILAL BANARSIDASS PUBLISHERS PVT. LTD, DELHI.
125. ↑  N.A (1960). 《THE SKANDA-PURANA PART.18》. MOTILAL BANARSIDASS PUBLISHERS PVT. LTD, DELHI.
126. ↑  N.A (1960). 《THE SKANDA-PURANA PART.19》. MOTILAL BANARSIDASS PUBLISHERS PVT. LTD, DELHI.
127. ↑  N.A (1960). 《THE SKANDA-PURANA PART.20》. MOTILAL BANARSIDASS PUBLISHERS PVT. LTD, DELHI.
128. ↑  N.A. (1955). 《THE SKANDA-PURANA PART.13》. MOTILAL BANARSIDASS PUBLISHERS PVT. DELHI.
129. ↑  N.A (1958). 《THE SKANDA-PURANA PART.16》. MOTILAL BANARSIDASS PUBLISHERS PVT. LTD, DELHI.
130. ↑  Nanditha_Krishna 2009, 41–2쪽.
131. ↑  Rao 1914, 128쪽.
132. ↑  Rao 1914, 127–8쪽.
133. ↑  Nanditha_Krishna 2009, 40–1쪽.
134. ↑  Nagendra Kr Singh (1997). 《Encyclopaedia of Hinduism》 1. Centre for International Religious Studies. 774쪽. ISBN 978-81-7488-168-7. 2015년 10월 5일에 확인함.
135. ↑  Mani, Vettam (1975). 《Puranic encyclopaedia : a comprehensive dictionary with special reference to the epic and Puranic literature》. Robarts - University of Toronto. Delhi : Motilal Banarsidass. 513쪽. ISBN 978-0-8426-0822-0.
136. 1 2  www.wisdomlib.org (2019년 2월 12일). “Kurmanadi, Kūrmanāḍī, Kurma-nadi: 4 definitions”. 《www.wisdomlib.org》. 2019년 12월 8일에 원본 문서에서 보존된 문서. 2019년 12월 8일에 확인함.
137. ↑  “Sanskrit Dictionary for Spoken Sanskrit”. 《spokensanskrit.org》. 2019년 12월 8일에 확인함.
138. ↑  shriram lele (2010년 3월 21일). 《Yogasutras Of Patanjali With Notes And Introduction》. 121쪽.
139. ↑  www.wisdomlib.org (2018년 12월 29일). “Nal, Ṇal: 3 definitions”. 《www.wisdomlib.org》. 2019년 12월 8일에 원본 문서에서 보존된 문서. 2019년 12월 8일에 확인함.

### 참고 문헌
- Aiyangar, Narayan (1901). 《Essays On Indo Aryan Mythology》. 마드라스: Addison and Company.
- J. L. Brockington (1998). 《The Sanskrit Epics》. BRILL Academic. ISBN 90-04-10260-4.
- Roshen Dalal (2010). 《Hinduism: An Alphabetical Guide》. Penguin Books India. ISBN 978-0-14-341421-6.
- Nanditha Krishna (2009). 《Book Of Vishnu》. Penguin Books India. ISBN 978-0-14-306762-7.
- Rao, T.A. Gopinatha (1914). 《Elements of Hindu iconography》. 1: Part I. Madras: Law Printing House.
- Shastri, J. L.; Bhatt, G. P.; Gangadharan, N. (1998). 《Agni Purana》. Motilal Banarsidass Publishers Pvt. Ltd.
- 《Brahma Purana》. UNESCO collection of Representative Works - Indian Series. Motilal Banarsidass. 1955.
- Dutt, Manmatha Nath (1896). 《Markandeya Puranam》. Elysium Press  – Internet Archive 경유.
- Roy, J. (2002). 《Theory of Avatāra and Divinity of Chaitanya》. Atlantic. ISBN 978-81-269-0169-2.
- Wilson, H. H. (Horace Hayman) (1862). 《The Vishnu Purána : a system of Hindu mythology and tradition》. Works by the late Horace Hayman Wilson VI. Princeton Theological Seminary Library. London : Trübner.
  - Wilson, H. H. (Horace Hayman) (1862a). 《The Vishnu Purána : a system of Hindu mythology and tradition》. Works by the late Horace Hayman Wilson VII. Princeton Theological Seminary Library. London : Trübner.
- Shastri, J.L. (1990) [1951]. 《Linga Purana - English Translation - Part 2 of 2》 2. Motilal Banarsidass Publishers Pvt. Ltd.
- Shastri, J. L. (2000) [1950]. 《The Śiva Purāṇa》 2. Motilal Banarsidas.
  - Shastri, J. L. (2002a) [1950]. 《The Śiva Purāṇa》 3. Motilal Banarsidas.
  - Shastri, J. L. (2002b) [1950]. 《The Śiva Purāṇa》 4. Motilal Banarsidas.
- 《The Varaha Purana》. UNESCO collection of Representative Works - Indian Series 1. Motilal Banarsidas. 1960.
- Gupta, Anand Swarup (1972). 《The Kūrma Purāṇa (with English translation)》. All-India Kashi Raj Trust.
- Talukdar of Oudh (1916). 《The Matsya Puranam》.
- Shastri, J. L.; Tagare, G. V. (1999). 《The Bhāgavata Purāṇa》. Motilal Banarsidas.
- Nagar, Shanti Lal (2005). 《Brahmavaivarta Purana》. Parimal Publications.
- Tagare, G. V. (1999). 《Brahmanda Purana》 4. Motilal Banarsidass Publishers Pvt. Ltd.
- 《The Garuda Purana》 1. Motilal Banarsidas. 2002. 
  - 《The Garuda Purana》 2. Motilal Banarsidas. 2002.